# Heroica Escuela Naval Militar

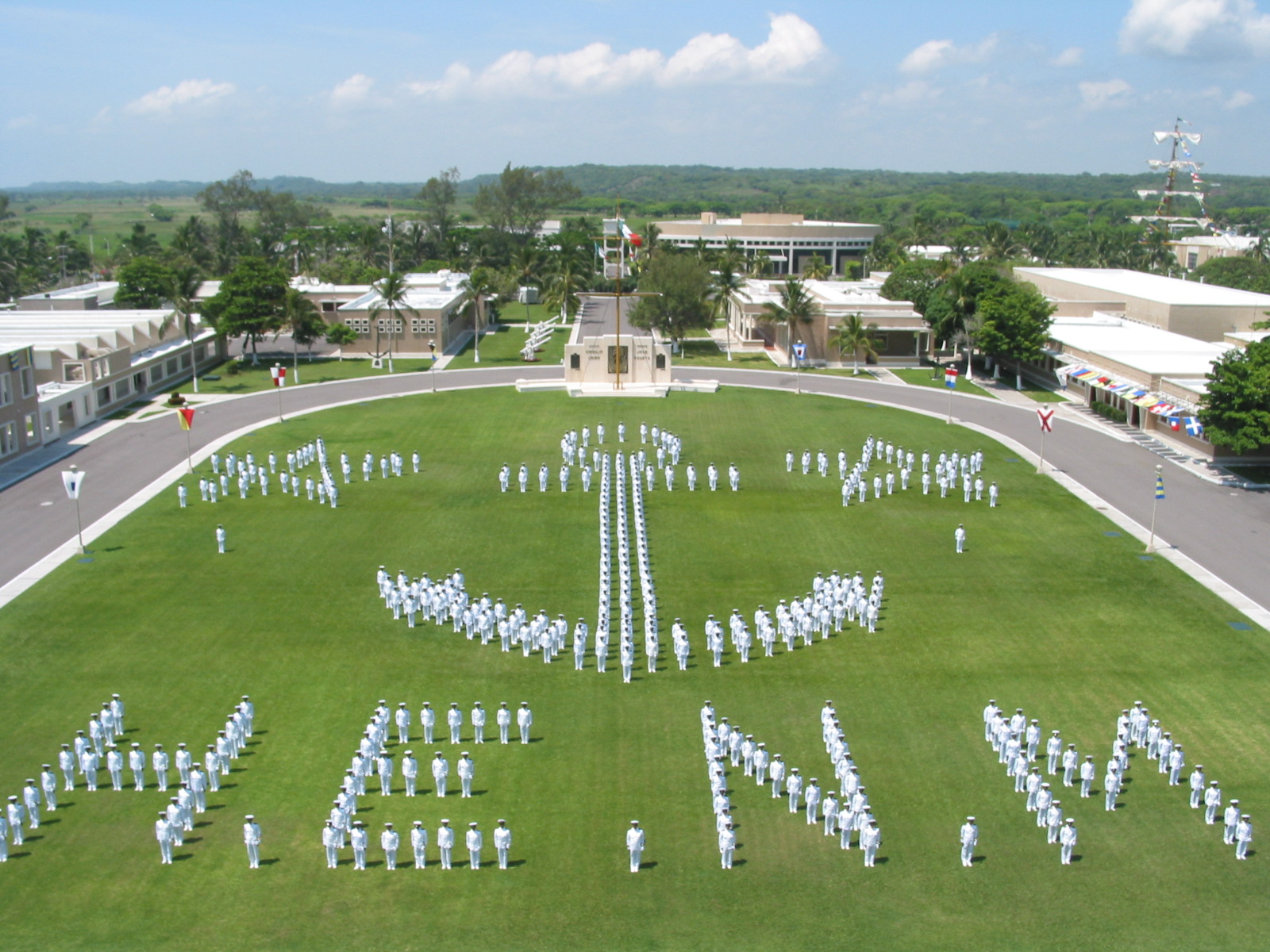
Parade sur le terrain de sports

La Heroica Escuela Naval Militar est l'école militaire de la Marine mexicaine. Fondée en 1897, elle assure la formation des officiers. Elle doit l'appellation Heroica (héroïque) au comportement des cadets lors de l'intervention américaine à Veracruz en 1914. Depuis 1952, elle occupe des bâtiments à Antón Lizardo (en), Veracruz. 